# Los Arcos, Metztitlán
Los Arcos är en ort i Mexiko.   Den ligger i kommunen Metztitlán och delstaten Hidalgo, i den sydöstra delen av landet, 140 km norr om huvudstaden Mexico City. Los Arcos ligger 2 143 meter över havet och antalet invånare är 306.
Terrängen runt Los Arcos är kuperad söderut, men norrut är den bergig. Runt Los Arcos är det ganska glesbefolkat, med 22 invånare per kvadratkilometer. Närmaste större samhälle är Zacualtipán, 8,8 km öster om Los Arcos. I omgivningarna runt Los Arcos växer i huvudsak blandskog.